# Castello di Tolquhon
Il castello di Tolquhon (o Tolquhoun; in inglese: Tolquho(u)n Castle) è un castello in rovina  situato nei pressi del villaggio scozzese di Tarves, nell'Aberdeenshire (Scozia nord-orientale) e che fu costruito nella forma attuale tra il 1584 e il 1589 per volere di Sir William Forbes, VII signore di Tolquhon, ma le cui origini risalgono al XV secolo. Fu per circa un secolo e mezzo la residenza della famiglia Forbes di Tolquhon.

## Storia

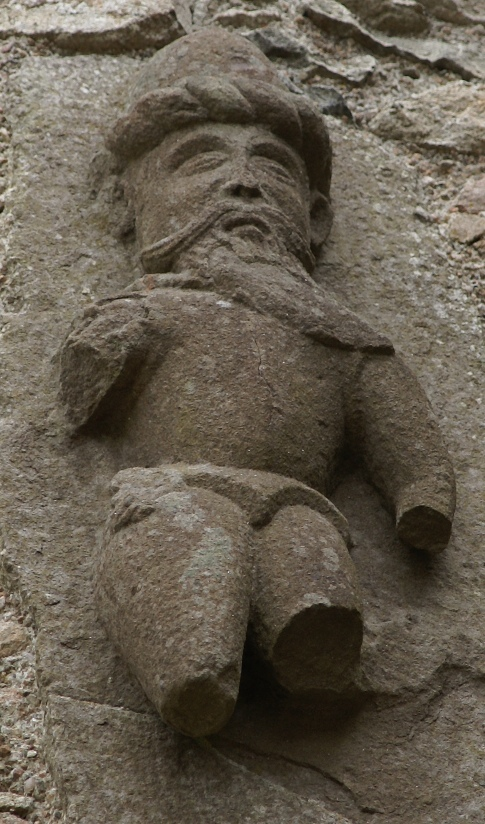
Scultura nel castello raffigurante il costruttore William Forbes

Il castello fu realizzato attorno ad una torre, la Preston Tower, le cui origini risalgono agli inizi XV secolo e di cui non si conosce il costruttore, ma che si suppone sia stata eretta per volere della famiglia Preston di Formantine, in particolare di Sir Thomas Preston. La famiglia Forbes era divenuta infatti proprietaria dei terreni di Tolquhon (toponimo derivato dal termine celtico Toll Chon, che significa "collina/tumulo dei cani") nel 1420.
La prima menzione scritta dell'edificio originario risale tuttavia soltanto al 1536, quando si parlava di "una torre e un fortilizio".
Negli anni ottanta del XVI secolo, la torre fu ampliata per volere di Sir William Forbes, VII signore di Tolquhon, che era divenuto proprietario di Tolquhon dopo la morte del padre nella battaglia di Pinkie del 1547. Tolquhon ferce realizzare attorno alla torre una residenza: secondo un'iscrizione presente nel castello, l'opera voluta da Forbes sarebbe iniziata il 15 aprile 1584 e terminata il 20 ottobre 1589.

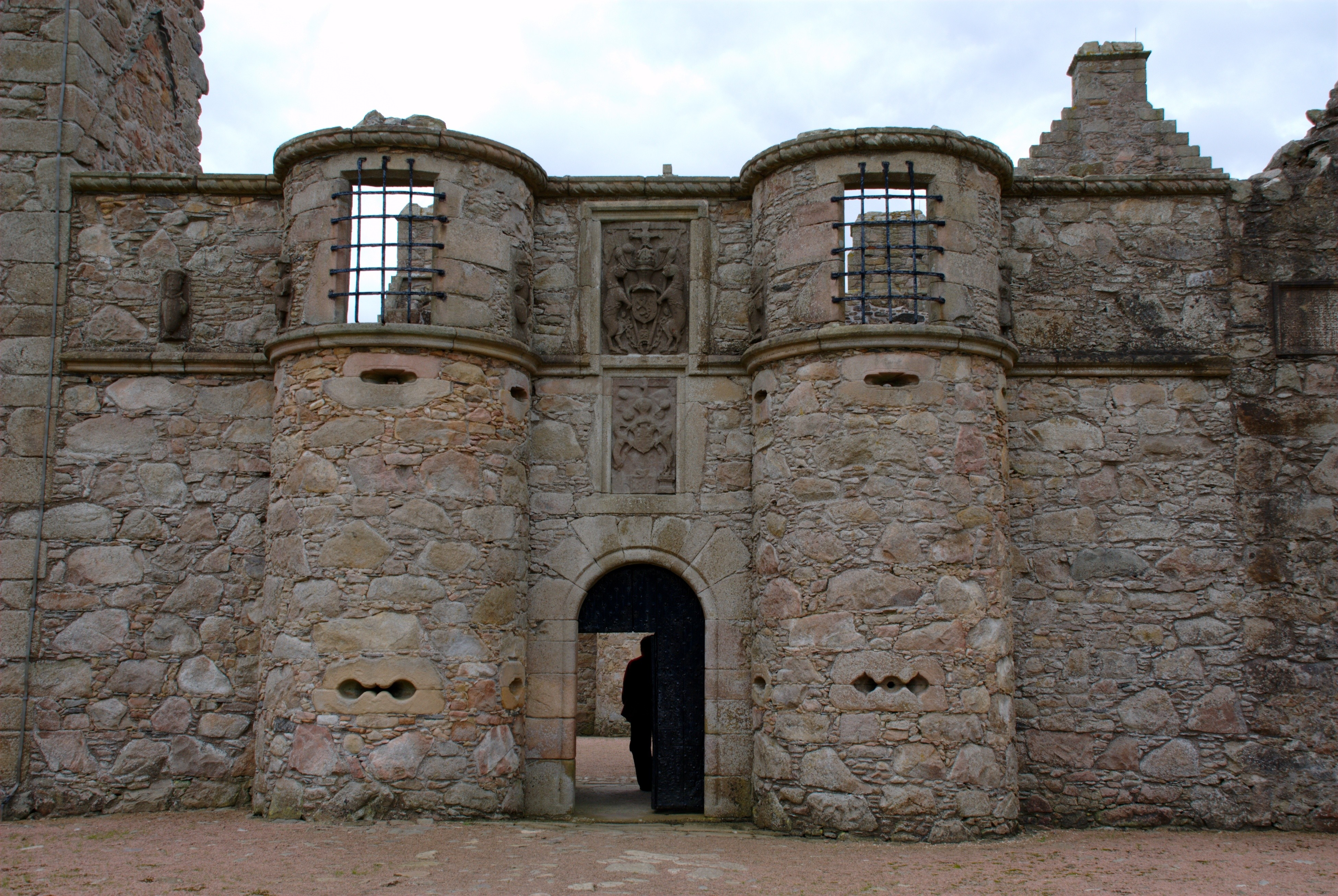
La facciata principale del castello di Tolquhon

Dopo la morte di William Forbes, avvenuta nel 1596, il castello passò nelle mani del figlio. Da quel momento, però, le fortune dei Forbes di Tolquhon e del castello conobbero un declino.
In seguito, furono progettate delle modifiche, che però non furono mai realizzate e il castello non subì quindi trasformazioni. L'unica opera fu il rimodellamente dei giardini circostanti alla fine del XVII secolo..
Nel 1716, a causa dei numerosi debiti, la famiglia Forbes dovette vendere il castello. L'ultimo residente appartenuto a questa famiglia, Sir William, XI signore di Tolquhon, fu costretto a forza da alcuni soldati ad abbandonare l'edificio nel settembre 1718.
L'edificio fu così acquisito dai signori di Aberdeen.
Da quel momento, il castello di Tolquhon cessò di essere una vera e propria residenza nobiliare e divenne perlopiù una residenza di campagna e, a partire dal XIX secolo, rimase disabitato e già negli anni quaranta del XIX secolo, come dimostrano alcune illustrazioni, era già in uno stato di rovina.
Nel 1929, il castello di Tolquhon fu ceduto dai signori di Aberdeen allo Stato e fu in seguito posto sotto la tutela dell'associazione Historic Environment Scotland.

## Architettura
Il castello raggiunge un'altezza di circa 320 piedi.
Tuttora visibile è la Preston Tower, la parte più antica del castello, situata nella parte nord-orientale della struttura.
Al secondo piano della struttura principale, trovano posto gli appartamenti privati.